# Condado de Marquette
O Condado de Marquette é um dos 72 condados do Estado americano do Wisconsin. A sede do condado é Montello, e sua maior cidade é Montello. O condado possui uma área de 1 203 km² (dos quais 23 km² estão cobertos por água), uma população de 15 832 habitantes, e uma densidade populacional de 13 hab/km² (segundo o censo nacional de 2000). O condado foi fundado em 1836.